# Lochmaea
Lochmaea is een geslacht van kevers uit de familie bladkevers (Chrysomelidae).
De wetenschappelijke naam van het geslacht werd in 1883 voorgesteld door Julius Weise.

## Soorten
- Lochmaea caprea (Linnaeus, 1758) – Geel wilgenhaantje
- Lochmaea crataegi (Forster, 1771) – Meidoornhaantje
- Lochmaea huanggangana (Yang & J. Wang, 1998)
- Lochmaea joliveti Cobos, 1955[3]
- Lochmaea lesagei Kimoto, 1996
- Lochmaea limbata Pic, 1908
- Lochmaea machulkai Roubal, 1926
- Lochmaea maculata Kimoto, 1979
- Lochmaea nepalica Medvedev, 2005
- Lochmaea scutellata (Chevrolat, 1840)
- Lochmaea singalilaensis Takizawa, 1990
- Lochmaea smetanai Kimoto, 1996
- Lochmaea suturalis (Thomson, 1866) – Heidekever